# Campoplex puengeleri
Campoplex puengeleri är en stekelart som först beskrevs av Otto Schmiedeknecht 1909.  Campoplex puengeleri ingår i släktet Campoplex och familjen brokparasitsteklar. Inga underarter finns listade.